# ギリ・コーヘン
ギリ・コーヘン（ヘブライ語: גילי כהן、英語: Gili Cohen 1991年6月19日 - ）はイスラエルのエルサレム出身の柔道選手。階級は52kg級。身長160cm。

## 人物
2013年のグランドスラム・モスクワ52kg級で3位、U23ヨーロッパ選手権では2位となった。2014年のヨーロッパ選手権では3位だった。2016年のリオデジャネイロオリンピックでは2回戦でモーリシャスのクリスチャンヌ・ルジョンティルに有効で敗れた。2017年の世界選手権では準決勝で日本の角田夏実に技ありで敗れると、3位決定戦でもロシアのナタリア・クジュティナに敗れて5位だった。グランドスラム・アブダビにはIJFの名の下での大会参加を余儀なくされたが3位になった。2018年のグランドスラム・アブダビではイスラエルの名の下で参加可能となり3位になった。2019年のグランドスラム・エカテリンブルグでグランドスラム大会初優勝を果たした。2021年7月に日本武道館で開催された東京オリンピックでは2回戦で敗れた。

## 主な戦績
- 2009年 - マカビア競技大会　3位
- 2013年 - ヨーロッパオープン・プラハ　優勝
- 2013年 - ヨーロッパオープン・マドリード　優勝
- 2013年 - グランドスラム・モスクワ　3位
- 2013年 - グランプリ・アルマトイ　2位
- 2013年 - グランプリ・タシュケント　2位
- 2013年 - U23ヨーロッパ選手権　2位
- 2014年 - グランプリ・トビリシ　優勝
- 2014年 - ヨーロッパ選手権　3位
- 2014年 - グランプリ・ハバナ　3位
- 2014年 - グランプリ・ザグレブ　3位
- 2014年 - グランプリ・アスタナ　3位
- 2014年 - グランプリ・チェジュ　3位
- 2015年 - ワールドマスターズ　7位
- 2015年 - グランプリ・タシュケント　3位
- 2016年 - グランプリ・トビリシ　2位
- 2016年 - グランプリ・サムスン　3位
- 2016年 - グランプリ・アルマトイ　2位
- 2017年 - グランドスラム・アブダビ　3位
- 2017年 - グランプリ・アンタルヤ　3位
- 2017年 - マカビア競技大会　優勝
- 2017年 - 世界選手権　5位
- 2017年 - グランドスラム・アブダビ　3位
- 2017年 - グランドスラム・東京　5位
- 2018年 - グランドスラム・アブダビ　3位
- 2019年 - グランプリ・テルアビブ　2位
- 2019年 - グランドスラム・エカテリンブルグ　優勝
- 2019年 - グランプリ・トビリシ　2位
- 2021年 -　グランドスラム・テルアビブ　2位
- 2021年 -　グランドスラム・アンタルヤ　3位

(出典、JudoInside.com)